# Aceto Balsamico Tradizionale di Modena

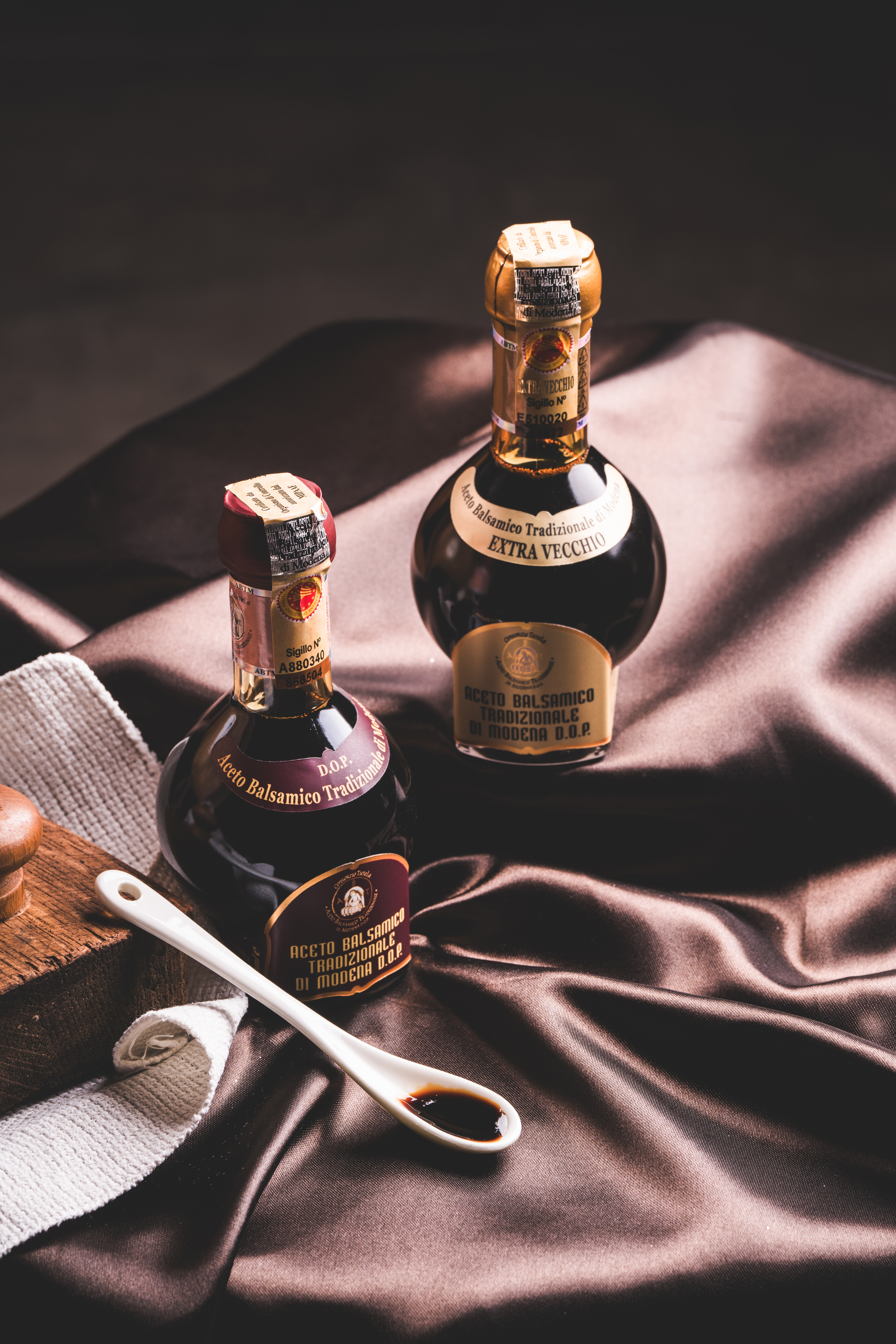
Les bouteilles emblématiques conçues par Giorgetto Giugiaro avec le label officiel du Consortium de Protection avec label de couleur bordeaux pour un produit raffiné (âgé d'au moins 12 ans) et or pour un produit extra-vieilli (âgé d'au moins 25 ans).

Le vinaigre balsamique traditionnel de Modène est un vinaigre balsamique traditionnel dont la dénomination relève d'un label de qualité européen. C'est un condiment élaboré à partir d'un vincotto (moût de raisins cuit) issu de raisins du vignoble de la province italienne de Modène. Ce n'est donc pas un vinaigre de vin.
Depuis le 17 avril 2000, la dénomination Aceto Balsamico Tradizionale di Modena est protégée au niveau européen par une appellation d'origine protégée (AOP).

## Historique
Le vinaigre balsamique est lié au duché de Modène où il est identifié comme tel à partir de 1508 à la cour d'Alphonse Ier d'Este. En outre, des archives du XVIe siècle mentionnent « des moûts bien mûrs pour la production du vinaigre à la façon de Modène ». Cependant, le terme balsamico n'est associé pour la première fois au terme aceto que vers 1700 dans un cadre thérapeutique (registres des Cantine Segrete Duccali de 1747)... En 1839, une publication de Giorgio Gallesio décrit son élaboration se déroulant dans les vinaigreries du Comte de Salimbeni.
La première appellation Aceto balsamico tradizionale del Modenese est attribuée à Francesco Aggazzotti dans une correspondance de 1860 avec un certain Pio Fabriani. Le premier agrément officiel quant à sa production remonte à 1933.

## Élaboration

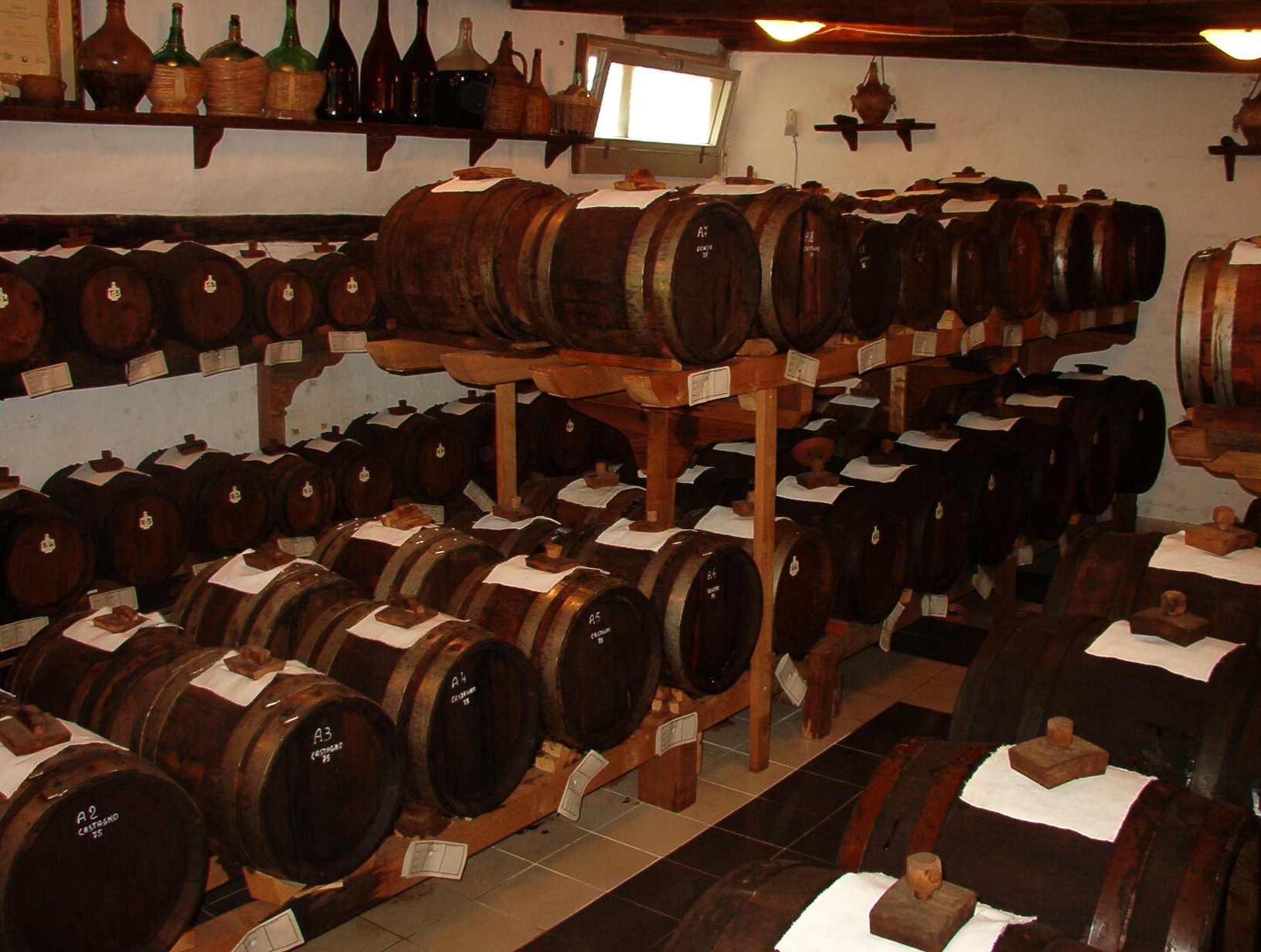
Tonnelets durant l'affinage

Le vinaigre balsamique traditionnel résulte d'une cuisson de moût de raisin qui est porté à ébullition en chaudron ouvert jusqu'à réduction d'environ 60 %. Ce moût doit être issu des cépages suivants : lambrusco, ancellotta, trebbiano, sauvignon, sgavetta, spergola, marzemino et coltivati. 
Après cuisson, le moût est longuement décanté puis élevé en fût de chêne rouvre dans une acetaia jusqu'à sa piqûre acétique. Il est ensuite maturé dans un chai aéré où il continue de se concentrer, puis la moitié du fût est reversée dans autre plus petit (en principe du merisier), le fût originel étant complété d'un nouveau moût cuit et ainsi de suite durant une très longue période, à l'instar de la solera. Ce mode d'élevage se poursuit dans des fûts de plus en plus petits et dont l'essence de bois diffère : châtaignier, frêne, mûrier, genévrier...

## Caractéristiques organoleptiques
Le vinaigre balsamique traditionnel est de couleur marron-foncé brillant. Sa consistance est sirupeuse et sa saveur douce-amère est bien équilibrée par une acidité appropriée.

## Embouteillage
Comme établi par le cahier des charges, il est conditionné dans le territoire administratif de la province de Modène, dans des récipients sphériques et base rectangulaire en verre massif. Le flacon fermé hermétiquement est protégé par un sceau de garantie d'inviolabilité numéroté.
Il est certifié deux niveaux de qualité :
- Affinato (vieux) : 12 ans d'âge minimum
- Extravecchio (extra vieux), capsule dorée : 25 ans d'âge minimum

## Sources
- Notice de la Commission européenne.

1. ↑  
Règlement (CE) n° 1107/96  de la Commission du 17 avril 2000 concernant l’inscription de l'appellation Aceto Balsamico Tradizionale di Modena dans le registre des AOP. Journal officiel du 20 mai 2000.
2. ↑  (it) Ferraro C., L'aceto balsamico nell'archivio Gallesio-Piuma di Genova - L'aceto balsamico a Nonantola, in Atti del Convegno di Studi, éd. Comune di Nonantola, 1998.